# Коромисло очеретяне
Коромисло очеретяне (Aeshna juncea) — вид бабок родини коромисел (Aeschnidae).

## Поширення
ВИд поширений в Європі та Північній Азії від Ірландії до Японії, а також в Північній Америці. В Україні поширений на Правобережжі.

## Опис
Одна з найбільших бабок Європи - тіло завдовжки до 7,5 см, розмах крил 9-10,5 см. Гриди сіро-коричневі з жовтими смугами. Черевце самців чорного кольору з парними синіми та жовтими плямами на кожному сегменті. У самиць черевце коричневе з жовтими, а іноді зеленими або синіми плямами. Крила обох статей мають жовту косту (основна жилка, що проходить вздовж переднього краю крил).